# Jovan Lazarević
Jovan Lazarević (Yugoslavia, 3 de mayo de 1952) es un atleta yugoslavo retirado especializado en la prueba de lanzamiento de peso, en la que consiguió ser medallista de bronce europeo en pista cubierta en 1982.

## Carrera deportiva
En el Campeonato Europeo de Atletismo en Pista Cubierta de 1982 ganó la medalla de bronce en el lanzamiento de peso, con una marca de 19.65 metros, siendo superado por el también yugoslavo Vladimir Milić (oro con 20.45 metros) y al checoslovaco Remigius Machura (plata con 20.07 metros).